# هربرت تيتوس
هربرت تيتوس (بالإنجليزية: Herbert Titus)‏ هو محامي وسياسي أمريكي، ولد في 17 أكتوبر 1937 في بيكر سيتي في الولايات المتحدة. حزبياً، نشط في الحزب الدستوري (الولايات المتحدة).